# 3D工作

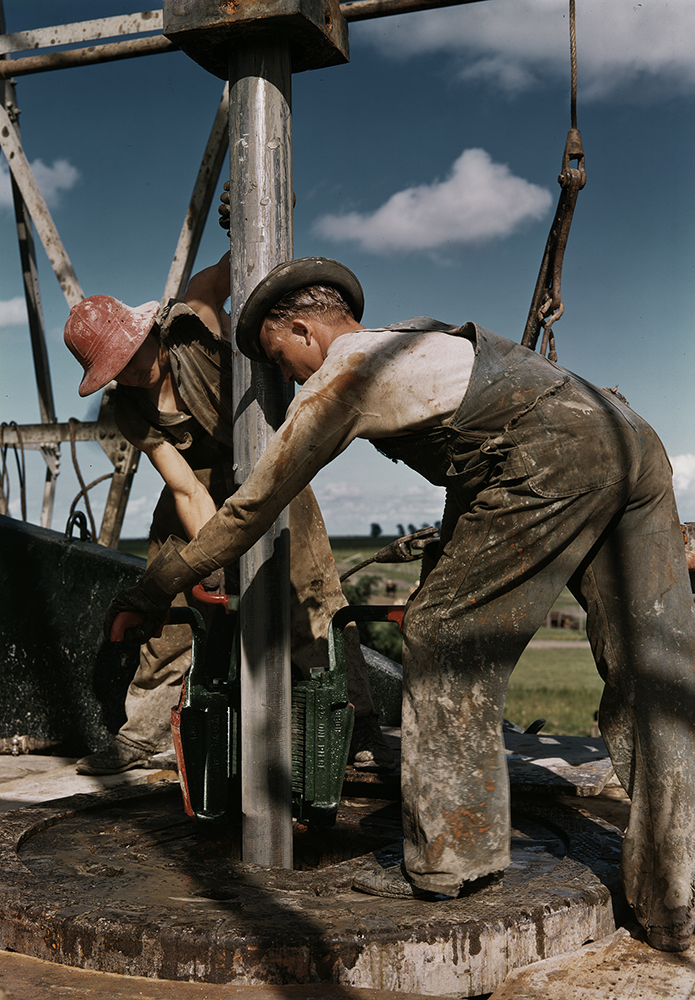
石油钻井工人可能会沾满油污和泥浆，他们在恶劣环境下操作重型机械进行工作

3D工作（英語：3D jobs）的全称是“肮脏、危险和有损尊严”（dirty, dangerous and demeaning），也可以解释为“肮脏、危险和辛苦”（dirty, dangerous and demanding）或“肮脏、危险和困难”（dirty, dangerous and difficult），是一个源自亚洲的新词，通常是指由工会的藍領工人执行的某些类型的劳力工作。这个术语源自日语的“3K”，即是： kitanai（骯髒）、 kiken（危險）和 kitsui（辛苦），“3K”随后得到广泛使用，特别是涉及移民工和部落民的劳动。
符合3D工作标准的任何岗位，都可以算作3D工作，不论其属任何行业。由于缺乏愿意从事这些工作的从业人员，所以可能会支付更高的工资；在许多相对发达的地区，这些工作通常由来自相对落后、为寻找更高工资的移工填补。

## 经济状况
传统上，与同等可比较的就业机会相比，3D工作的薪酬会较高，因为这类工作不受欢迎，所以雇主需要支付更高的工资来吸引工人。这使得未受过教育和没有技能的人，可以通过放弃舒适、个人安全和社会地位，来赚取更好的生活工资。这个概念在供给量和需求量的经济理论中，可以得到证明（参见需求量变动）。由于这些3D工人的职业性质不受欢迎，甚至遭受人们的厌恶，因此补偿支付给这些工人的工资较高。
然而，在某些类别的工人被限制从事此类工作、有条件影响的地区，例如高失业率、毗邻高度贫困地区或受劳动力流动影响的地区，会有工人愿意接受低于平均的工资，那么3D工作从任何角度来看，都不能算是高薪酬工作。19世纪末期至20世纪初期以来，从发展中国家到发达国家的大规模国际劳动移民，提供一批愿意以低于本国居民的工资就业的移民人口；发达国家较高的工资是吸引劳动移民的强大因素，虽然移民工人愿意在发达国家接受比本地工人相对较低的3D工作薪酬，间接拉低3D工作的平均工资，但与移民工人的原籍国相比，工资仍然大幅上涨。
现今为3D工作薪酬而移民的突出例子，包括菲律宾人移居日本成为酒吧、歌舞厅、俱乐部等娱乐场所工作者，以及印度人和巴基斯坦人前往中东从事建筑工作。美国3D工作曾经吸引爱尔兰和德意志移民，如今由许多拉丁美洲人占据这些工作。
对于这些通常没有技能和受教育程度不高（或其外国技能和教育证书不被承认）的移民而言，所能从事的最高薪工作是社会地位较低、受伤风险较高的工作。随着移民在美国等国家的劳动力市场所占比例越来越高，雇主找到有效促进移民工人职业安全与健康的方法，将变得越来越重要。
这些工人容易受到剥削，如果没有工人代表，他们很难维持公平的生活工资。自从劳工运动开始以来，从事3D工作的移民工人已经成为许多工会的骨干。
当3D工作存在大量低收入工人时，这种情况通常是人为造成，其原因可能是“吸引”机制导致外来工人流入，或者通过选择性实施或削减劳动福利，导致本地人口分化形成低层阶级。非法移民身份就是其中一种机制，加剧移工的社会脆弱性，增加他们遭受职业伤害的风险，并限制他们获得保护工人健康的机构资源的机会。在最坏情况下，集中剥削可能形成某种不同类型的奴隶制度。
从事3D工作的人如果受到法律保护，将有机会获得优厚的工资；如果法律保护不力或不公平，工资就会偏低；如果没有法律保护或身处在奴隶社会，甚至无法获得任何工资。

## 风险
顾名思义，肮脏、危险和有损尊严的工作，会对劳动工人造成严重的身心损害。这类工作经常存在因受伤、关节磨损或心理疲劳，而提前退休的风险。长期目睹同事受伤、甚至死亡的身心压力，会导致工人出现心理疲劳和创伤后应激障碍（PTSD）。